# Gannat
Gannat est une commune française, située dans le département de l'Allier en région Auvergne-Rhône-Alpes.
Bureau centralisateur de canton, sous-préfecture jusqu'en 1926, la commune comptait 5 684 habitants en 2022.
On y trouve un château du Moyen Âge et deux principales églises : Sainte-Croix de Gannat, au centre de la ville, qui possédait un évangéliaire du IXe siècle, et Saint-Étienne, dans le faubourg du même nom.
Chaque été, au mois de juillet, s'y déroule le festival Les Cultures du monde.

## Géographie

### Localisation
Gannat est située en Limagne bourbonnaise, au sud du département de l'Allier, au carrefour d'axes routiers importants.
Par la route, elle est située à 51 km au nord de Clermont-Ferrand, à 57 km au sud de Moulins (préfecture de l'Allier) et à 21 km de Vichy.
Dix communes sont limitrophes, dont deux dans le département limitrophe du Puy-de-Dôme.
| Bègues                                     | Mazerier                          | Saulzet, Monteignet-sur-l'Andelot |
| Ébreuil                                    | Gannat                            |                                   |
| Saint-Priest-d'AndelotChamps (Puy-de-Dôme) | Saint-Genès-du-Retz (Puy-de-Dôme) | Poëzat, Charmes                   |

### Hydrographie
La ville de Gannat est arrosée par l'Andelot, ruisseau affluent de l'Allier ; son cours est canalisé dans la traversée de la ville et longe au sud le tracé des anciens remparts. Le Sigillon prend sa source sur la commune, traverse le faubourg Saint-Étienne puis les quartiers du nord, avant de se jeter dans l'Andelot. En amont de la ville, l'Andelot reçoit le Gouënant, à proximité de la chapelle Sainte-Procule.

### Climat
Pour des articles plus généraux, voir Climat d'Auvergne-Rhône-Alpes et Climat de l'Allier.
En 2010, le climat de la commune est de type climat océanique dégradé des plaines du Centre et du Nord, selon une étude du CNRS s'appuyant sur une série de données couvrant la période 1971-2000. En 2020, Météo-France publie une typologie des climats de la France métropolitaine dans laquelle la commune est exposée à un climat de montagne ou de marges de montagne et est dans la région climatique Nord-est du Massif Central, caractérisée par une pluviométrie annuelle de 800 à 1 200 mm, bien répartie dans l’année.
Pour la période 1971-2000, la température annuelle moyenne est de 10,9 °C, avec une amplitude thermique annuelle de 16,2 °C. Le cumul annuel moyen de précipitations est de 690 mm, avec 8,9 jours de précipitations en janvier et 6,9 jours en juillet. Pour la période 1991-2020, la température moyenne annuelle observée sur la station météorologique de Météo-France la plus proche, « Charmes_sapc », sur la commune de Charmes à 5 km à vol d'oiseau, est de 11,9 °C et le cumul annuel moyen de précipitations est de 675,4 mm,. Pour l'avenir, les paramètres climatiques de la commune estimés pour 2050 selon différents scénarios d'émission de gaz à effet de serre sont consultables sur un site dédié publié par Météo-France en novembre 2022.
| Mois                                  | jan.           | fév.           | mars           | avril         | mai             | juin          | jui.          | août           | sep.          | oct.          | nov.            | déc.           | année      |
| ------------------------------------- | -------------- | -------------- | -------------- | ------------- | --------------- | ------------- | ------------- | -------------- | ------------- | ------------- | --------------- | -------------- | ---------- |
| Température minimale moyenne (°C)     | 0,7            | 0,7            | 3,1            | 5,6           | 9,1             | 12,7          | 14,4          | 14,5           | 11,1          | 8,5           | 4               | 1,4            | 7,2        |
| Température moyenne (°C)              | 3,9            | 4,6            | 8              | 11            | 14,5            | 18,5          | 20,6          | 20,5           | 16,7          | 13            | 7,5             | 4,5            | 11,9       |
| Température maximale moyenne (°C)     | 7              | 8,5            | 12,9           | 16,3          | 19,9            | 24,3          | 26,9          | 26,6           | 22,2          | 17,5          | 11,1            | 7,5            | 16,7       |
| Record de froid (°C) date du record   | −12,1 25.01.07 | −14,3 05.02.12 | −13,7 01.03.05 | −5,6 08.04.03 | −0,1 07.05.1997 | 3,6 04.06.01  | 7 17.07.00    | 4,8 30.08.1998 | 1,5 28.09.08  | −6 29.10.1997 | −9,4 22.11.1998 | −12,3 15.12.01 | −14,3 2012 |
| Record de chaleur (°C) date du record | 19 30.01.02    | 22,1 24.02.21  | 25,7 31.03.21  | 29,3 30.04.05 | 32,2 27.05.17   | 41,2 26.06.19 | 42,1 24.07.19 | 39,9 12.08.03  | 36,6 04.09.23 | 32 02.10.23   | 23,9 01.11.14   | 17,9 25.12.22  | 42,1 2019  |
| Précipitations (mm)                   | 39,1           | 25,1           | 39             | 63,9          | 79,1            | 67,3          | 69,2          | 73,1           | 57,3          | 57,4          | 61,2            | 43,7           | 675,4      |

## Urbanisme

### Typologie
Au 1er janvier 2024, Gannat est catégorisée bourg rural, selon la nouvelle grille communale de densité à 7 niveaux définie par l'Insee en 2022.
Elle appartient à l'unité urbaine de Gannat, une unité urbaine monocommunale constituant une ville isolée,. Par ailleurs la commune fait partie de l'aire d'attraction de Gannat, dont elle est la commune-centre,. Cette aire, qui regroupe 8 communes, est catégorisée dans les aires de moins de 50 000 habitants,.

### Occupation des sols

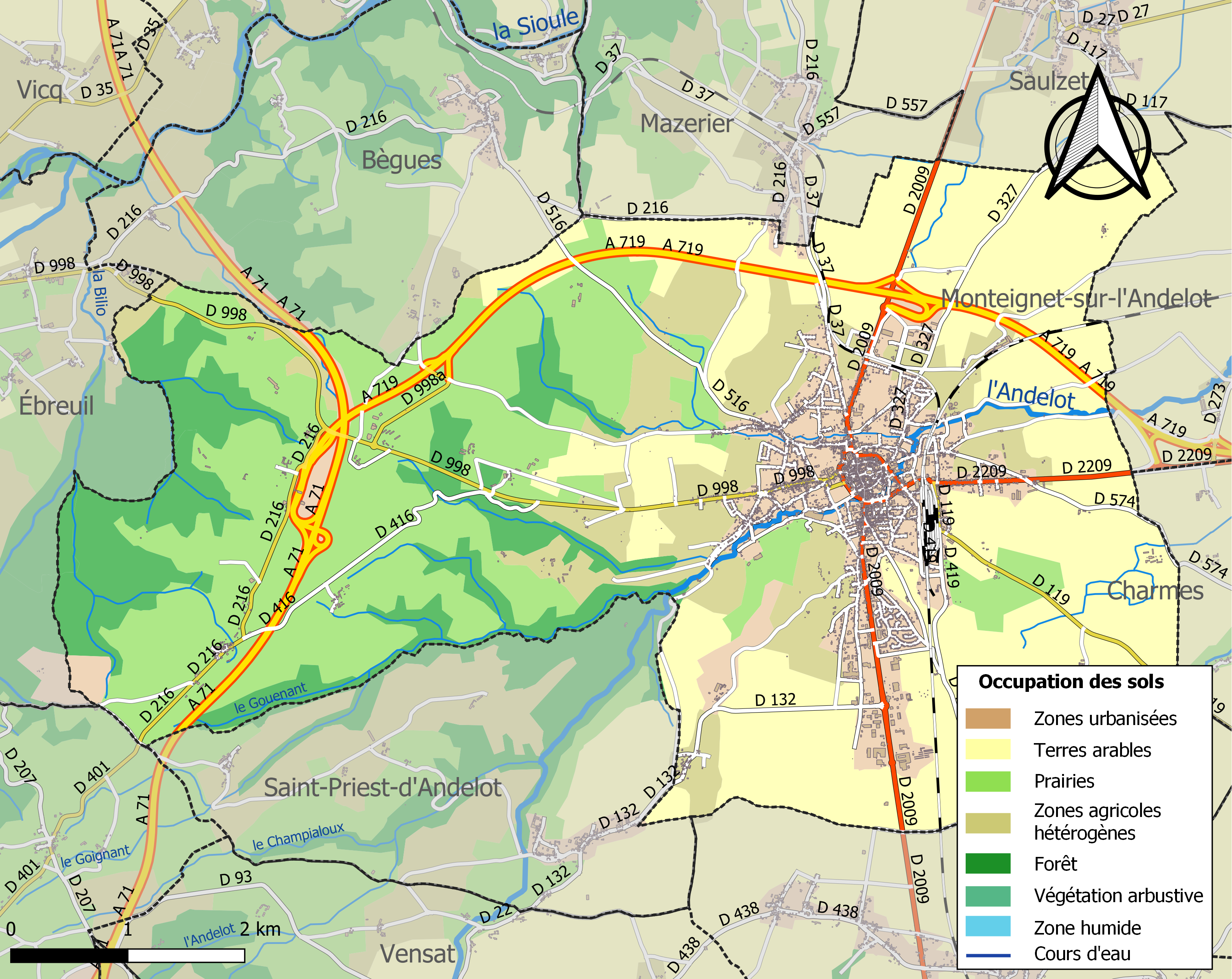
Carte des infrastructures et de l'occupation des sols de la commune en 2018 (CLC).

L'occupation des sols de la commune, telle qu'elle ressort de la base de données européenne d’occupation biophysique des sols Corine Land Cover (CLC), est marquée par l'importance des territoires agricoles (75,6 % en 2018), en diminution par rapport à 1990 (76,5 %). La répartition détaillée en 2018 est la suivante : 
terres arables (35,6 %), prairies (27 %), zones agricoles hétérogènes (13 %), forêts (10,8 %), zones urbanisées (9,6 %), zones industrielles ou commerciales et réseaux de communication (3 %), mines, décharges et chantiers (1,1 %).
L'IGN met par ailleurs à disposition un outil en ligne permettant de comparer l’évolution dans le temps de l’occupation des sols de la commune (ou de territoires à des échelles différentes). Plusieurs époques sont accessibles sous forme de cartes ou photos aériennes : la carte de Cassini (XVIIIe siècle), la carte d'état-major (1820-1866) et la période actuelle (1950 à aujourd'hui).

### Morphologie urbaine et quartiers
L'INSEE mentionne l'existence d'une unité urbaine, de 5 806 habitants en 2012, et d'une aire urbaine (5 806 habitants en 2012).

### Logement
En 2012, la commune comptait 3 157 logements, contre 2 987 en 2007. Parmi ces logements, 82,5 % étaient des résidences principales, 3 % des résidences secondaires et 14,5 % des logements vacants. Ces logements étaient pour 76,7 % d'entre eux des maisons individuelles et pour 23,1 % des appartements.
La proportion des résidences principales, propriétés de leurs occupants était de 56,3 %, en légère hausse par rapport à 2007 (55,2 %). La part de logements HLM loués vides était de 8,3 % (contre 8,8 %).

### Voies de communication et transports

#### Voies routières

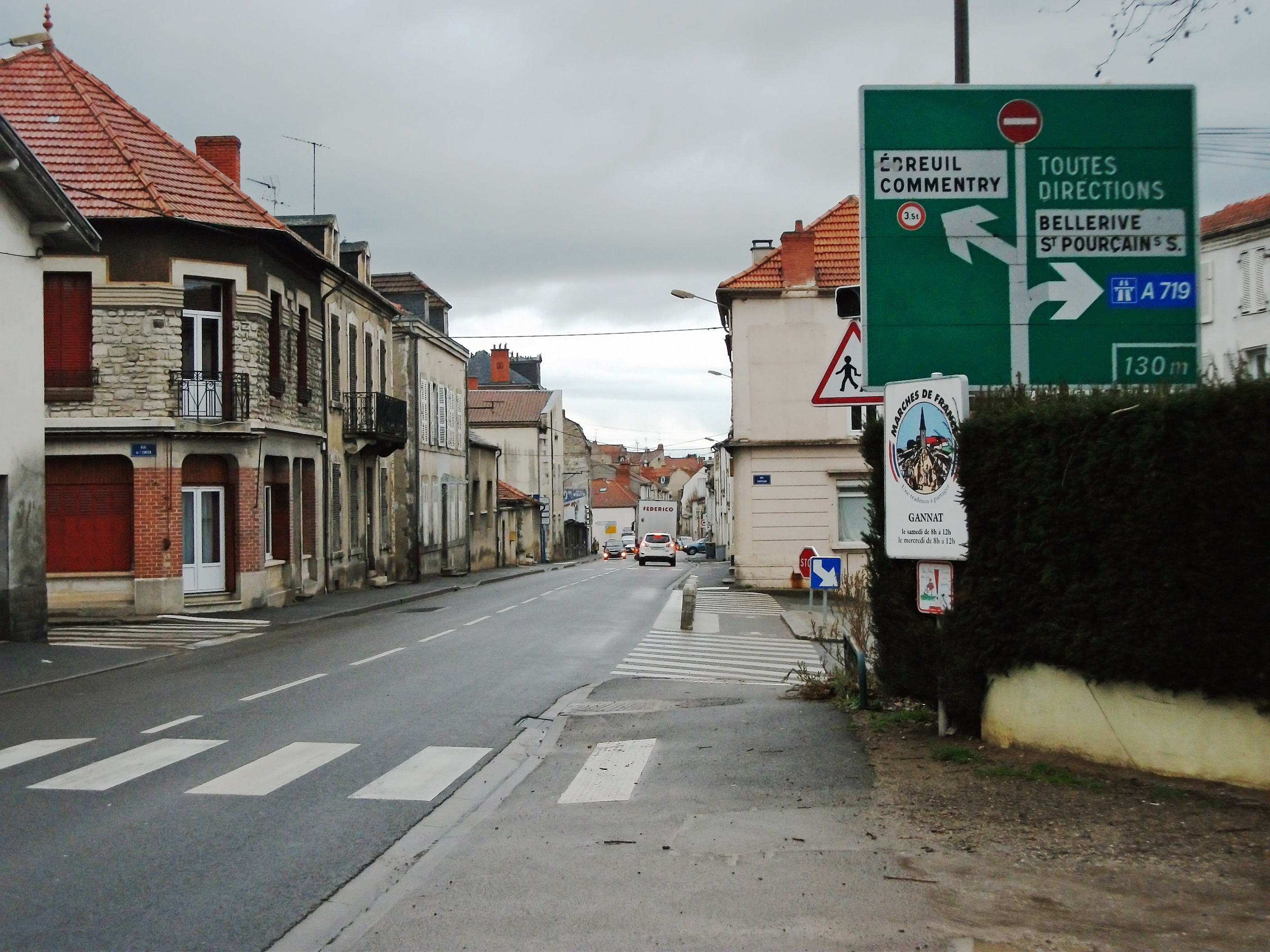
La route départementale 2009 traverse la commune du nord au sud.

La commune est située sur la route départementale 2009, ancienne route nationale 9, axe nord-sud reliant Moulins à Clermont-Ferrand. Elle est aussi le point de départ de la RD 2209 (ancienne route nationale 209) menant vers Vichy et le point d'arrivée de la RD 998 (ancienne route nationale 698) depuis Néris-les-Bains et Ébreuil. Par la route, elle se situe à 18 kilomètres à l'ouest de Vichy, à 43 kilomètres au nord de Clermont-Ferrand et à 54 kilomètres au sud de Moulins.
La desserte locale est assurée par les routes départementales suivantes :
- D 37 vers Mazerier ;
- D 119 vers Charmes ;
- D 132 vers Saint-Priest-d'Andelot ;
- D 327 vers Saulzet ;
- D 419 vers Poëzat ;
- D 516 vers Bègues ;
- D 574 vers Charmes.

Gannat bénéficie d'un accès autoroutier. Contournée par l'autoroute A719 par le nord, elle permet d'accéder à l'autoroute A71, en direction de Clermont-Ferrand et de Montluçon, au moyen d'un échangeur autoroutier. L'autoroute A719 assure une meilleure desserte de la ville par le nord et de l'agglomération de Vichy.

#### Transport ferroviaire

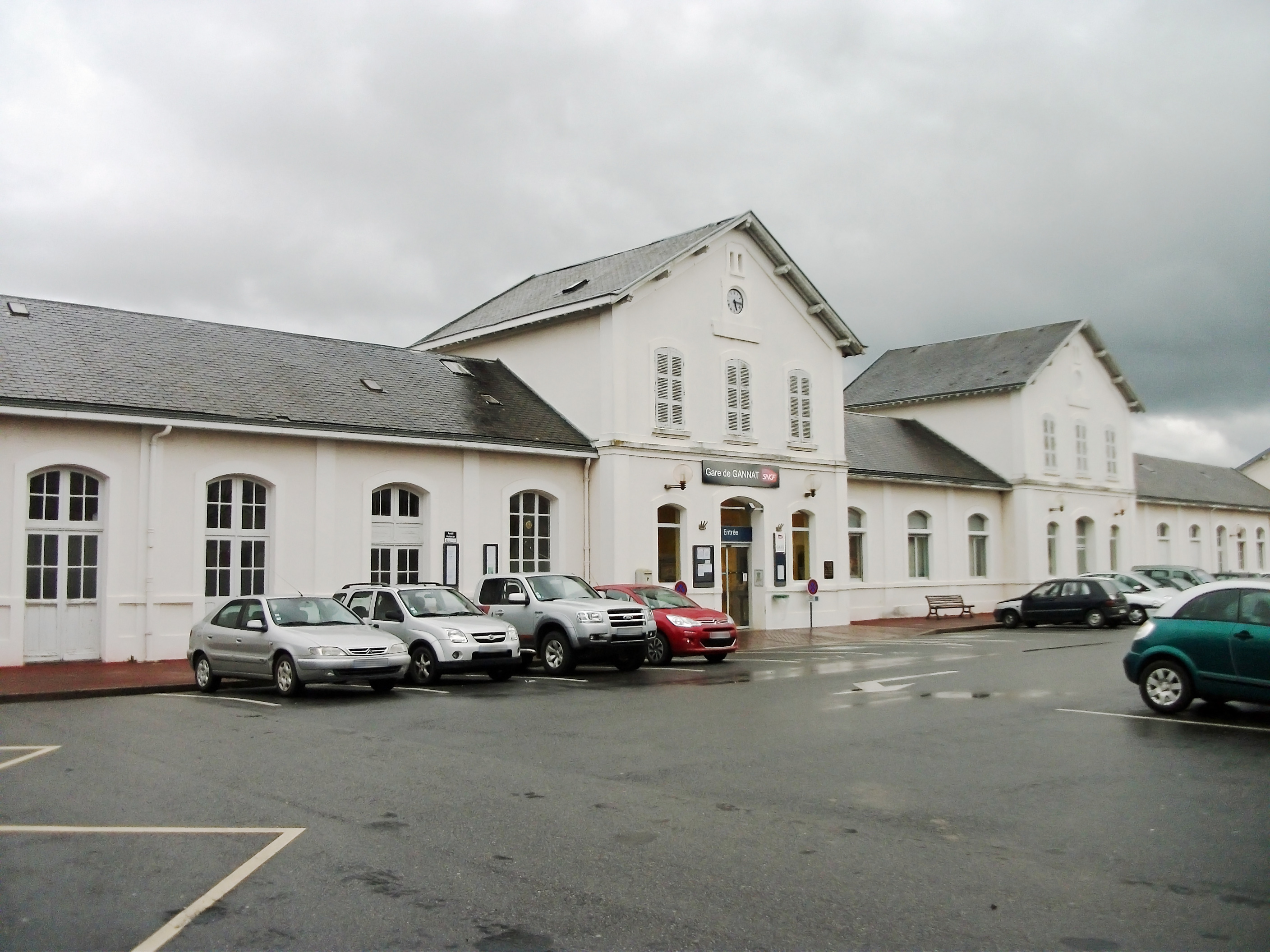
Gare de Gannat.

Au carrefour de trois lignes ferroviaires (de passage sur la ligne de Saint-Germain-des-Fossés à Nîmes-Courbessac, terminus des lignes en provenance de Commentry et La Ferté-Hauterive), la gare de Gannat est desservie par des trains TER Auvergne de la SNCF. Leur desserte est systématique pour les relations en provenance de Clermont-Ferrand ; certains trains sont terminus ou continuent vers Montluçon. Exceptionnellement, des trains à destination de Moulins ou Lyon-Part-Dieu et Lyon-Perrache passent sans arrêt par cette gare, en cas de détournement au lieu de desservir la gare de Vichy.
La relation Intercités de Lyon à Bordeaux est actuellement suspendue. Les trains y rebroussaient. Par ailleurs, la LGV Paris Orléans Clermont-Ferrand Lyon, en projet, pourrait compléter ce réseau.

#### Transports en commun
Quatre lignes régionales et départementales d'autocars desservent la commune :
| Réseau              | Ligne | Tracé                       |
| ------------------- | ----- | --------------------------- |
| TER Auvergne        | 19    | Montluçon ↔ Gannat ↔ Vichy  |
| Trans'Allier (CD03) | E     | Vichy ↔ Gannat ↔ Bellenaves |
| Trans'Allier (CD03) | K     | Moulins ↔ Gannat            |
| Transdôme (CD63)    | 67    | Clermont-Ferrand ↔ Gannat   |

## Toponymie

### Origine du nom
Le nom originel de la ville de Gannat est Watenacum comme cela est attesté par des monnaies mérovingiennes où figure la mention latinisée Vaddinacum (VIe siècle). Il provient de la fusion d'un nom de seigneur germanique - Watenus - complété par un suffixe gallo-romain « acum » qui veut dire « domaine ». Gannat est donc Watenacum : « le domaine de Watenus ».

### Langue régionale (bourbonnais)

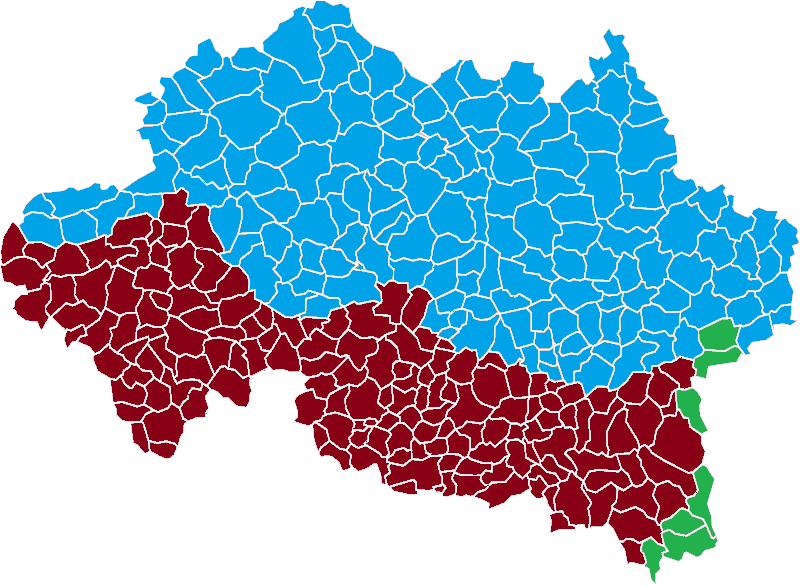
Carte linguistique de l'Allier selon lAtlas sonore des langues régionales de France (CNRS). En rouge sombre : le bourbonnais du Croissant ; en bleu : le bourbonnais d'oïl ; en vert : l'arpitan.

Le bourbonnais du Croissant,qui fait partie de l'occitan, donne par la suite la forme Gatnat. Gannat fait en effet partie de la moitié méridionale de l'Allier qui appartient traditionnellement à l'aire linguistique du Croissant : c'est une zone où l'occitan (la langue d'oc) connaît des traits de transition vers le français (la langue d'oïl).

## Histoire

### Avant les hommes
Les traces les plus anciennes découvertes à Gannat remontent à quelque vingt-trois millions d'années. Ce sont des brachypothères, autrement dit des rhinocéros de la fin de l'Oligocène et du début du Miocène.
Gannat, dont les hauteurs à l'ouest bordaient le lac tropical qui couvrait la Limagne, semble avoir été un véritable cimetière pour ces animaux, si bien que l'on découvre des multitudes d'ossements fossilisés. On trouve aussi des poissons, reptiles, tortues ou crocodiles, des oiseaux galliformes, des mammifères, des marsupiaux, des insectivores, rongeurs et carnivores. Le site est particulièrement riche en fossiles de rhinocéros. Dès 1854, Duvernoy fit même la description d'un spécimen dit Acerotherium gannatense (le nom officiel restant Diaceratherium lemanense, le « Diaceratherium » de la Limagne). Le squelette le plus complet de rhinocéros fut découvert en 1993 quand d'importants fossiles furent mis au jour sur la carrière de la Sichaux (près du Mont Libre) par le paléontologue François Escuillié (notamment découvreur d'un petit mammifère proboscidien, ancêtre de l'éléphant d'il y a 50 millions d'années). Ce dernier fut également à l'origine de la création de l'association Rhinopolis en 1994 et fondateur de Eldonia, société entre autres spécialisée dans la rénovation de fossiles et dont les activités étaient à l'origine liées à Rhinopolis. L'association Rhinopolis est toujours active sur la carrière de Gannat et depuis les années 1990 de nombreux ossements de rhinocéros ont été découverts.
Diaceratherium lemanense, dont de nombreux spécimens incomplets ont été trouvés à Gannat, mesurait environ 1,50 m au garrot et pesait plus d'une tonne ; il n'avait probablement pas de corne. Il vivait près des berges des lacs ou des rivières. C'était un herbivore qui se nourrissait de feuilles, de branchages et de fruits. L'espèce a été décrite pour la première fois par Auguste Pomel en 1853, mais Cuvier, dès 1824, en avait étudié un fémur trouvé à Gannat, qui fut plus tard attribué à cette espèce.
Une autre espèce de rhinocéros fossile, plus proche de nos rhinocéros actuels, a été trouvée à Gannat, mais elle est beaucoup moins bien connue : Pleuroceros pleuroceros. Il était plus petit et moins lourd que Diaceratherium, également herbivore. Les mâles avaient deux cornes nasales symétriques. C'est également à partir d'une découverte de Gannat (crâne) qu'il a été décrit par Duvernoy en 1852.
Gannat est une très importante localité pour la paléontologie. Les études sur les faunes fossiles de l'Oligocène et du Miocène inférieur de la région ont une portée non seulement auvergnate ou bourbonnaise mais surtout française, européenne et internationale.

### De l'occupation primitive à la période gallo-romaine
Le gisement du Clos de Montsala a révélé des bifaces et des fragments osseux qui indiquent une présence de chasseurs vers trois cent mille ans.
Une structure de petits blocs calcaires contenant de nombreux ossements de chevaux ainsi qu'une industrie lithique originale sont les seuls restes d'une halte de chasse d'un petit groupe de chasseurs venus du Nord il y a dix-sept mille ans.
Huit haches néolithiques ont été trouvées sur la commune, dont une en silex poli au lieu-dit Bègues, une hache polie (matière indéterminée) à Biozat, une autre à  Charmes, deux autres à Poëzat, une hache en serpentine à Fleuriel, une lame à Échassières, des écraseurs à grain à Saint-Pont. Toujours du Néolithique, une inhumation en  coffre a été mise au jour au lieu-dit Puy-Chenotel ; elle est faite de dalles brutes posées sur champ et couvertes par des dalles horizontales. Les squelettes sont couchés avec les bras allongés. Un souterrain au lieu-dit Mazerier a peut-être été occupé au Néolithique. Aux Diagots se trouve un camp sur un promontoire escarpé, avec une table de pierre.
La découverte de fosses, silos, puits, céramiques, bracelets de bronze ou de verre bleu, enclos avec entrées, cendres et charbons de bois nous montre que la région était déjà intensément occupée par les populations du Bronze final au deuxième âge du fer.[réf. nécessaire] Quelques poteries de la Tène A2 - B1 ont été trouvées sur la commune.
Les Gaulois se sont romanisés peu à peu et l'on peut voir de nombreuses structures gallo-romaines dans les communes de Saint-Priest-d'Andelot, Bègues ou Mazerier. Des artisans fleurissent çà et là pour satisfaire la demande romaine. Les matériaux de construction sont importés et échangés contre la production locale artisanale ou agricole. Les centres urbains se développent ainsi que les voies de communication, reliant la capitale Clermont à Menat, Biozat, Vichy, Gannat, Bègues et Chantelle.

#### Ferme puisvillades Chazoux
Ce site est à 3 km à l'ouest du bourg. La villa gallo-romaine a succédé à une ferme gauloise existant depuis la Tène D1 (seconde moitié du IIe siècle av. J.-C. ou début du Ier siècle av. J.-C.). Le site a livré entre autres des céramiques à pâte grossière, des plats à enduit rouge imitant la céramique culinaire italique du Ier siècle av. J.-C. et des vases de table dérivant à la fois des céramiques campaniennes importées et des productions indigènes, faits de pâte semi-fine micacée. Ces céramiques datent de la Tène D2b (juste avant l'invasion romaine).
Une borne leugaire gallo-romaine a été trouvée sur la villa. Elle indique une distance de 19 lieues depuis son caput viae (origine de la voie). Incomplète, la mention qu'elle est dédiée à deux empereurs y figure, sans qu'on puisse savoir lesquels, le reste de la titulature manquant. 

#### Atelier de poterie antique
Une fouille dans le faubourg Saint-Étienne vers 1880 a découvert un atelier de poterie, signalé par une trentaine[réf. nécessaire] de moules, des vases, un four et deux ateliers[réf. nécessaire] de potiers. L'atelier produit des céramiques à pâte blanche ainsi que des vases de même pâte, datés du début du Ier siècle apr. J.-C. ; les deux seuls autres ateliers de quelque importance connus pour la même époque sont Vichy et Saint-Rémy-en-Rollat. Parmi les figures représentées se trouve un guerrier blessé gisant à terre, un légionnaire romain combattant, un cavalier gaulois (représenté sur deux exemplaires). Les représentations de cavaliers gaulois sont particulièrement intéressantes, notamment par leur analogie avec les cavaliers de plaques estampées découvertes dans la propriété Baratela (à Este, province de Padoue), datées des derniers siècles avant notre ère.

### Moyen Âge

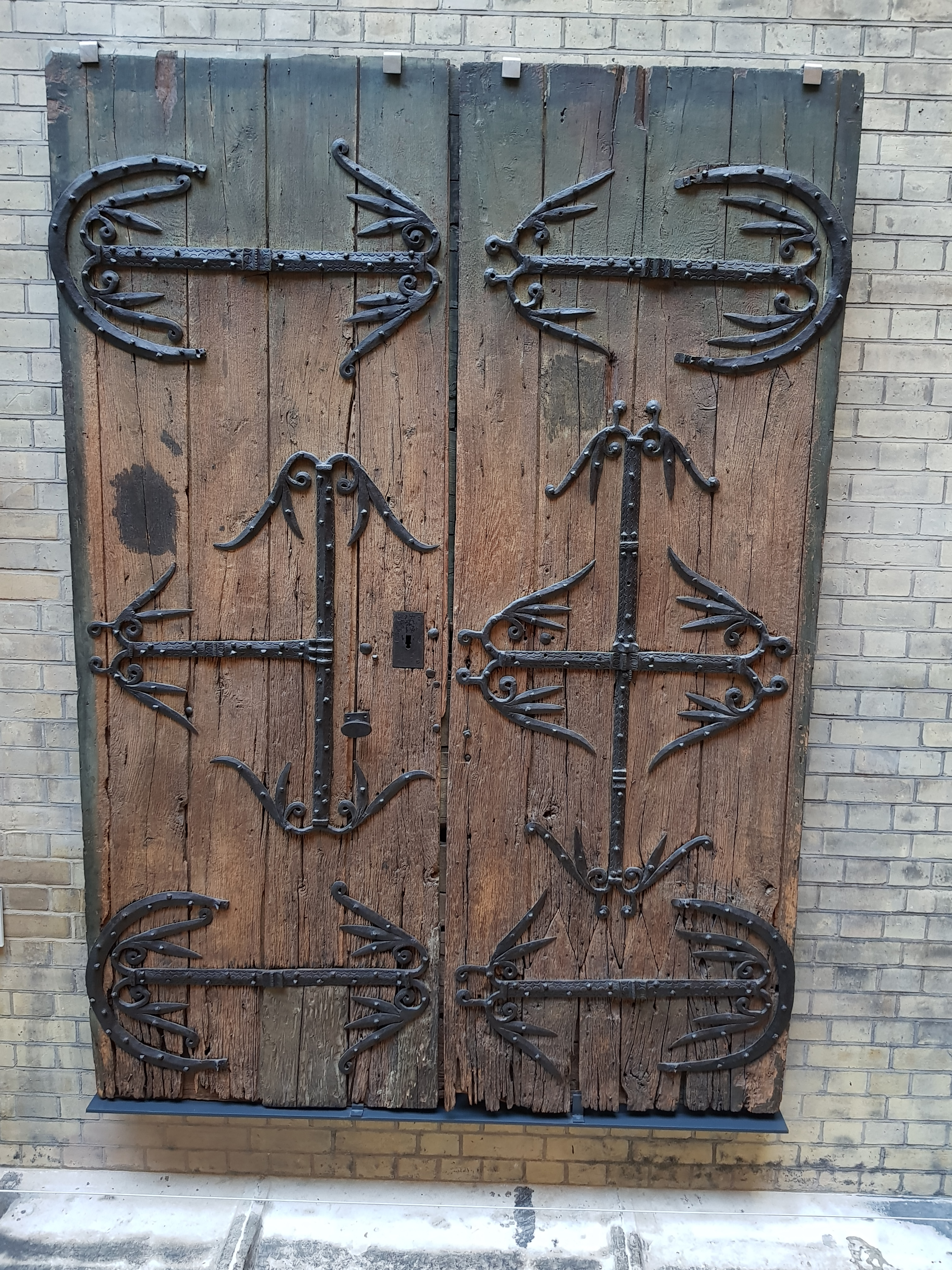
Porte de chêne provenant de Gannat, datée de 1200-1300, exposée au Victoria and Albert Museum, Londres.

La première paroisse se développe dans le quartier Saint-Étienne. Au Xe siècle, un premier château à motte est établi sur le site actuel de l'église Sainte-Croix et la population commence à s'agréger autour du château. Au XIIe siècle, le château de Gannat est construit à l'extérieur de l'enceinte de la ville, mais en s'appuyant sur celle-ci.
Entrée dans le domaine des sires de Bourbon, la ville reçoit en novembre 1236 une charte de franchises d'Archambaud VIII de Bourbon ; la charte de Gannat sera un modèle pour celles de Montluçon (1242), de Charroux (1245), de Hérisson. Pour administrer la ville les bourgeois élisent quatre prud'hommes, qui peuvent être des prud'femmes ; ils sont assistés d'un conseil de vingt bourgeois. Les limites de la franchise sont plus étroites que celles de la paroisse, mais s'étendent à quelque distance de la ville proprement dite. En septembre 1367, le duc Louis II confirme les franchises et octroie aux habitants le droit d'élire annuellement quatre représentants qui pourront prendre le titre de consuls et faire acte de consulat.

### Période moderne
Par un édit de septembre 1587, Henri III crée l'élection de Gannat. Y sont rattachées non seulement des villes et paroisses bourbonnaises, mais aussi des villes faisant partie du bas pays d'Auvergne, enlevées à l'élection de Clermont : Ébreuil, Aigueperse, Maringues, Saint-Pourçain, Cusset. À l'origine, l'élection ne comportait que 95 « villes, bourgs, paroisses et collectes », mais vers 1630, sous l'influence du maréchal d'Effiat, seigneur de Gannat, 80 paroisses de la généralité de Riom furent jointes à l'élection de Gannat.
Au XVIIIe siècle, la ville est ouverte par la destruction de ses portes et d'une large partie de ses remparts, dont il reste deux tours (tours Calixte-Moulin et Larat).

### Révolution française et Joseph Hennequin
Pendant la Révolution française, Joseph Hennequin, issu d'une famille bourgeoise importante, devint maire de Gannat (en 1789), puis fut député à l'assemblée législative en 1791, et sous-préfet de l'Allier et député au Corps législatif de 1807 à 1814.
Une statue (un buste) a été érigée en son honneur, qui est située actuellement devant le collège public qui porte son nom.

### Époque contemporaine
Entre 1916 et 1940 a existé à Gannat une fabrique de grès d'art fondée par Louis Méténier et continuée par son fils Gilbert. Elle a acquis une renommée nationale et même internationale.
Un château de la commune abrita brièvement une expérience éducative pétainiste. L'École nationale des Cadres de la Jeunesse, création du régime de Vichy, fut installée le 12 août 1940 au château de La Faulconnière avant d'être transférée dès le 1er septembre au château de Bayard à Uriage, près de Grenoble. Inspirée de la pensée personnaliste d'Emmanuel Mounier, acquise aux idées de la « Révolution nationale » mais hostile au nazisme, l'école fut animée par le capitaine Pierre Dunoyer de Segonzac (1906-1968) et Hubert Beuve-Méry. Pierre Laval la supprima par un décret du 27 décembre 1942.
Une cour martiale est établie à Gannat par une loi du 24 septembre 1940 pour juger ceux qui agissent « contre l'unité et la sauvegarde de la patrie », c'est-à-dire ceux qui combattent le régime, en particulier les gaullistes. Elle siège jusqu'en octobre 1941 et elle est supprimée par une loi du 10 novembre 1941. Elle siège au château de Gannat dans les bâtiments de l'ancienne maison d'arrêt, qui doivent servir aussi à la détention des prévenus et des condamnés. Parmi les personnalités condamnées, on trouve Claude Hettier de Boislambert et Antoine Bissagnet, qui réussissent à s'évader de la prison de Gannat le 2 décembre 1942, ainsi que le gouverneur Félix Éboué et le général Catroux, condamnés par contumace.
Le 23 juillet 1944, les troupes allemandes stationnées à Gannat exécutent quatre résistants cachés dans une cabane au lieu-dit les Vignes et incendient la maison des propriétaires de la cabane.
Un centre accueillant des relégués, jugés antisociaux après l'abolition du bagne, était installé dans la prison du château de Gannat.

## Politique et administration

### Découpage territorial
Sur le plan administratif, Gannat était chef-lieu de district en 1793 puis chef-lieu d'arrondissement de 1801 à 1926 ; le chef-lieu fut transféré à La Palisse (puis Lapalisse) en 1926 puis à Vichy en 1941. Elle fut chef-lieu de canton de 1793 à 2015.
Depuis les élections départementales de 2015, Gannat est bureau centralisateur de son canton, avec André Bidaud et Anne-Marie Defay comme conseillers départementaux. La commune fait partie de la 3e circonscription de l'Allier, avec Gérard Charasse comme député, élu aux élections législatives de 2012.
Gannat abrite le siège de la communauté de communes du Bassin de Gannat, composée de seize communes. Celle-ci a fusionné le 1er janvier 2017 avec les communautés de communes en Pays Saint-Pourcinois et Sioule, Colettes et Bouble pour former la communauté de communes Saint-Pourçain Sioule Limagne.

### Tendances politiques et résultats
Les élections municipales de 2008 opposaient deux candidats : le maire sortant Louis Huguet (liste « Vivre Gannat »), ainsi que Marie-Thérèse Pascuttini (liste « De l'oxygène pour Gannat »). Le premier a été réélu avec 63,47 % des voix et 24 sièges gagnés, contre 5 pour la vaincue. Le taux de participation était de 67,49 %.
Aux élections municipales de 2014, les électeurs ont voté en majorité pour Véronique Pouzadoux avec 59,86 % des voix ; 23 sièges sont pourvus au conseil municipal dont 12 au conseil communautaire. Elle bat Hervé Roche, qui acquiert les sièges restants. Le taux de participation est de 68,15 %, en hausse par rapport à 2008.
Lors des élections européennes de mai 2014, la liste FN de Bernard Monot a obtenu 24,77 % (462 voix) et a ainsi devancé de peu la liste UMP de Brice Hortefeux qui a obtenu 24,34 % (454 voix). La liste PS de Jean-Paul Denanot a obtenu 20 % (373 voix). La liste UDI-MoDem de Sophie Auconie a obtenu 7,45 % (139 voix). La liste Front de gauche de Corinne Morel Darleux a obtenu 7,29 % (136 voix) et celle d'Europe Écologie, menée par Clarisse Heusquin a obtenu 6,11 % (114 voix). Tous ces résultats sont à mettre en perspective dans un contexte où le taux de participation a été faible (45,59 %).

### Administration municipale
En 2011, Gannat comptait 5 806 habitants. Ce nombre étant compris entre 5 000 et 9 999, vingt-neuf membres sont élus au conseil municipal.
| Période                                  | Période                      | Identité                                     | Étiquette   | Qualité |
| ---------------------------------------- | ---------------------------- | -------------------------------------------- | ----------- | --- |
| Les données manquantes sont à compléter. |                              |                                              |             | |
| 1764                                     | 1765                         | Antoine Mouillard                            |             | |
| 1765                                     | 1774                         | François Joseph Loisel d'Aranges             |             | Conseiller en l'élection de Gannat |
| 1774                                     | 1783                         | Gilbert Baratier                             |             | Contrôleur du grenier à sel de Gannat ; directeur de la poste de Gannat |
| 1783                                     | 1790                         | Claude François Perraut                      |             | |
| 1790                                     | 1791                         | Joseph Hennequin                             | Modéré      | Trésorier général de France |
| 1791                                     | 1795                         | Gabriel Gilbert Frenaye                      |             | |
| 1795                                     | 1795                         | Gilbert Ronchaud                             |             | |
| 1795                                     | 1796                         | Bohat-Mandet                                 |             | |
| 1796                                     | 1797                         | Antoine Baudet                               |             | |
| 1797                                     | 1799                         | Pierre Martin                                |             | |
| 1799                                     | 1812                         | Jean Baptiste Meilheurat                     |             | Médecin |
| 1813                                     | 1813                         | Grégoire Joly                                |             | |
| 1813                                     | 1815                         | Jacques Jean Marie de La Faye des Palissards |             | Avocat, puis magistrat |
| 1815                                     | 1827                         | Antoine de Bar                               |             | Officier |
| 1827                                     | 1830                         | Jacques Jean Marie de La Faye des Palissards |             | |
| 1830                                     | 1833                         | Joseph Rollat                                |             | |
| 1833                                     | 1836                         | Claude Grégoire Joly                         |             | |
| 1836                                     | 1840                         | Sébastien Adolphe Sainthéran                 |             | Avoué près le tribunal de première instance de Gannat |
| 1840                                     | 1846                         | Claude Théodore Barthélémy                   |             | Avocat |
| 1846                                     | 1848                         | Amable François Rabusson de Vaure            |             | Ancien notaire et conseiller général de l'Allier |
| 1848                                     | 1848                         | Claude Théodore Barthélémy                   |             | |
| 1848                                     | 1849                         | Christophe Rantian                           |             | Député de l'Allier |
| 1850                                     | 1851                         | Sébastien Adolphe Sainthéran                 |             | |
| 1851                                     | 1852                         | Amable François Rabusson de Vaure            |             | Notaire, conseiller général |
| 1852                                     | 1854                         | Joachim Julien Boudant                       |             | |
| 1854                                     | 1862                         | Amable François Rabusson de Vaure            |             | |
| 1862                                     | 1868                         | Eusèbe Stanger                               |             | |
| 1868                                     | 1874                         | Alfred Adrian                                |             | Conseiller général, député de l'Allier |
| 1874                                     | 1876                         | Adolphe Gaultier d'Hauteserve                |             | Receveur des finances |
| 1876                                     | 1879                         | Henri Valéry Bureau-Desetiveaux              | Républicain | Avocat, conseiller général |
| 1879                                     | 1888                         | Pierre Quintien Ray                          |             | |
| 1888                                     | 1905                         | Gabriel Delarue                              | PRRRS       | Médecin |
| 1906                                     | 1910                         | Gilbert Chevalier                            | PRRRS       | |
| 1910                                     | 1912                         | Jules Échegut                                |             | |
| 1912                                     | 1922                         | Germain Laruas                               |             | Avoué à Gannat |
| 1922                                     | 1943                         | Félix Mizon                                  | PRRRS       | Conseiller général |
| 1943                                     | 1944                         | Jacques Baudet                               |             | |
| 1944                                     | 1944                         | Jean Lhomme                                  |             | |
| 1944                                     | 1945                         | Yves Machelon                                |             | Avocat |
| 1945                                     | 1945                         | Fernand Obrier                               |             | |
| 1945                                     | 1965                         | Charles Magne                                | SFIO        | Fonctionnaire au ministère des Anciens combattants, député de l'Allier |
| 1965                                     | 1976                         | Yves Machelon                                | MRP         | |
| 1976                                     | 1983                         | François Michalet                            |             | |
| 1983                                     | 2014                         | Louis Huguet                                 | PS          | Instituteur, conseiller général |
| 2014 (réélue en 2020)                    | En cours (au 8 juillet 2020) | Véronique Pouzadoux                          | UMP-LR      | Juriste Présidente de la communauté de communes du Bassin de Gannat (2014-2016) Présidente de la communauté de communes Saint-Pourçain Sioule Limagne depuis 2017 Conseillère départementale du canton de Gannat 2e vice-présidente du conseil départemental de l'Allier chargée des infrastructures de mobilité, des bâtiments et des projets de développement (depuis 2021) Présidente de l'union départementale des maires |

### Instances judiciaires
Gannat dépend de la cour d'appel de Riom, du tribunal de proximité de Vichy et des tribunaux judiciaire et de commerce de Cusset.

### Politique environnementale
La gestion des déchets est assurée par le SICTOM Sud-Allier.

## Population et société

### Démographie

#### Évolution démographique
L'évolution du nombre d'habitants est connue à travers les recensements de la population effectués dans la commune depuis 1793. Pour les communes de moins de 10 000 habitants, une enquête de recensement portant sur toute la population est réalisée tous les cinq ans, les populations de référence des années intermédiaires étant quant à elles estimées par interpolation ou extrapolation. Pour la commune, le premier recensement exhaustif entrant dans le cadre du nouveau dispositif a été réalisé en 2007.

En 2022, la commune comptait 5 684 habitants, en évolution de −2,6 % par rapport à 2016 (Allier : −1,38 %, France hors Mayotte : +2,11 %).
| 1793  | 1800  | 1806  | 1821  | 1831  | 1836  | 1841  | 1846  | 1851  |
| ----- | ----- | ----- | ----- | ----- | ----- | ----- | ----- | ----- |
| 4 134 | 4 622 | 4 854 | 4 902 | 5 245 | 5 109 | 5 297 | 5 461 | 5 422 |

| 1856  | 1861  | 1866  | 1872  | 1876  | 1881  | 1886  | 1891  | 1896  |
| ----- | ----- | ----- | ----- | ----- | ----- | ----- | ----- | ----- |
| 5 766 | 5 599 | 5 528 | 5 745 | 5 568 | 5 728 | 5 606 | 5 764 | 5 676 |

| 1901  | 1906  | 1911  | 1921  | 1926  | 1931  | 1936  | 1946  | 1954  |
| ----- | ----- | ----- | ----- | ----- | ----- | ----- | ----- | ----- |
| 5 324 | 5 128 | 4 931 | 4 524 | 4 558 | 4 752 | 4 811 | 5 418 | 5 204 |

| 1962  | 1968  | 1975  | 1982  | 1990  | 1999  | 2006  | 2007  | 2012  |
| ----- | ----- | ----- | ----- | ----- | ----- | ----- | ----- | ----- |
| 5 376 | 5 967 | 6 355 | 6 255 | 5 919 | 5 838 | 5 881 | 5 881 | 5 806 |

| 2017  | 2022  | - | - | - | - | - | - | - |
| ----- | ----- | - | - | - | - | - | - | - |
| 5 832 | 5 684 | - | - | - | - | - | - | - |

#### Pyramide des âges
En 2021, le taux de personnes d'un âge inférieur à 30 ans s'élève à 31,4 %, soit au-dessus de la moyenne départementale (29,0 %). À l'inverse, le taux de personnes d'âge supérieur à 60 ans est de 33,3 % la même année, alors qu'il est de 35,6 % au niveau départemental.
En 2021, la commune comptait 2 699 hommes pour 3 060 femmes, soit un taux de 53,13 % de femmes, légèrement supérieur au taux départemental (52,03 %).
Les pyramides des âges de la commune et du département s'établissent comme suit :
| Hommes | Classe d’âge | Femmes |
| ------ | ------------ | ------ |
| 1,4    | 90 ou +      | 3,7    |
| 10,7   | 75-89 ans    | 15,3   |
| 17,2   | 60-74 ans    | 17,9   |
| 18,8   | 45-59 ans    | 18,7   |
| 17,4   | 30-44 ans    | 15,7   |
| 17,7   | 15-29 ans    | 13,7   |
| 16,9   | 0-14 ans     | 15,1   |

| Hommes | Classe d’âge | Femmes |
| ------ | ------------ | ------ |
| 1,2    | 90 ou +      | 3      |
| 10     | 75-89 ans    | 13,4   |
| 21,3   | 60-74 ans    | 22     |
| 20,6   | 45-59 ans    | 19,6   |
| 15,7   | 30-44 ans    | 15     |
| 15,6   | 15-29 ans    | 12,9   |
| 15,7   | 0-14 ans     | 14     |

### Enseignement
Gannat dépend de l'académie de Clermont-Ferrand. Elle gère les écoles maternelles publiques Champ-de-Foire, Eugène-Bannier et du Malcourlet, ainsi que les écoles élémentaires publiques Jean-Jaurès, du Malcourlet et Pasteur.
Le conseil départemental de l'Allier gère le collège Joseph-Hennequin. Les lycéens poursuivent à Cusset ou à Saint-Pourçain-sur-Sioule.
Le lycée professionnel Gustave-Eiffel a été labellisé en 2012 « lycée des métiers » pour la « maintenance des matériels et des véhicules motocycles ».
En outre, Sainte-Procule (école élémentaire, collège, lycée et prépa-concours post-bac) forme l'ensemble d'établissements privés de la commune.

### Art, culture, traditions et festivités
- Le festival folklorique de Gannat ou « Les Cultures du Monde », a lieu durant dix jours, tous les ans en juillet.
- La Maison du folklore est le « cœur » même de l’association[70].
- L'école municipale de musique accueille plusieurs classes de musique classique, ainsi que de folklore traditionnel d'Auvergne (vielle à roue, etc.)[71].

### Sports
La commune dispose de plusieurs installations sportives, dont les complexes sportifs du Bouzol et des Portes Occitanes, le stade de football Maurice-Nud, le stade de rugby Roger-Muyard.
Il existe plusieurs associations sportives siégeant dans la commune, parmi : un club de basket-ball (Basket Club Gannatois), un club de gymnastique (Entente Gymnique Gannatoise), un club de natation (Gannat Olympic Natation), ou un club de tennis (Tennis Club Gannatois).
Gannat était la ville de départ de la 5e étape du Paris-Nice 2020 menant à La Côte-Saint-André, le 12 mars 2020,.

### Médias
- La Montagne (édition de Vichy)
- La Semaine de l'Allier (édition de Vichy)

## Économie
La zone d'activité communautaire des Prés Liats, créée en 2000, est située dans les hauteurs de Gannat, à proximité de l'échangeur 13 de l'autoroute A719. Elle bénéficie du label Qualiparc ; pour le préserver, le règlement de la zone comporte une charte paysagère.
La zone d'activité des Clos durs est située au nord de la ville, près de l’échangeur 14 de l'autoroute A719.
La zone d'activité sud du Malcourlet est située le long de la route départementale 2009 en direction de Clermont-Ferrand, elle regroupe des activités commerciales et industrielles.

### Emploi
En 2012, la population âgée de 15 à 64 ans s'élevait à 3 395 personnes, parmi lesquelles on comptait 71,3 % d'actifs dont 61,1 % ayant un emploi et 10,2 % de chômeurs.
On comptait 2 476 emplois dans la zone d'emploi. Le nombre d'actifs ayant un emploi résidant dans la zone étant de 2 092, l'indicateur de concentration d'emploi est de 118,4 %, ce qui signifie que la commune offre plus d'un emploi par habitant actif.
1 822 des 2 092 personnes âgées de 15 ans ou plus (soit 87,1 %) sont des salariés. 45 % travaillent dans la commune de résidence ; parmi ceux travaillant hors de la commune de résidence, 31,5 % travaillent dans une autre commune du département et 21,7 % dans un autre département.

### Entreprises
Au 1er janvier 2013, Gannat comptait 318 entreprises : 28 dans l'industrie, 36 dans la construction, 219 dans le commerce, les transports et les services divers et 35 dans le secteur administratif, ainsi que 399 établissements.

### Agriculture
Au recensement agricole de 2010, la commune comptait 35 exploitations agricoles. Ce nombre est en nette diminution par rapport à 2000 (45) et à 1988 (66).
La superficie agricole utilisée (SAU) sur ces exploitations est de 1 686 hectares en 2010. Celle-ci est en hausse par rapport à 2000 (1 190 ha). La SAU de 2010 inclut 1 084 ha d'exploitations individuelles, au nombre de 28. Aucun chiffre n'est cependant communiqué, en raison du secret statistique, sur les GAEC.

### Industrie et construction
Gannat a une tradition d'activité industrielle dans le domaine du façonnage de l'aluminium (Elmaduc, installée à Gannat depuis 1949) et de la production pharmaceutique.
AluK (45 personnes) continue la tradition d'Elmaduc et s'est spécialisée dans la conception et la distribution de systèmes de menuiserie aluminium pour le bâtiment,.
Unither (entre 130 et 150 salariés) produit des comprimés effervescents, notamment à base de paracétamol, ainsi que des ovules vaginaux et des unidoses stériles de sérum physiologique.

### Commerce et services
La base permanente des équipements de 2014 recense 57 commerces, dont quatre supermarchés, trois grandes surfaces de bricolage, deux supérettes et trois épiceries.
Des zones commerciales sont implantées notamment au sud de la commune, avenue des Portes-Occitanes.
Pêcheur.com est le leader européen de la vente sur internet de matériels pour la pêche et d'autres loisirs extérieurs (chasse, équitation, etc.). L'entreprise, fondée en 2002, est aujourd'hui installée dans la zone d'activité des Prés Liats, près des deux autoroutes, où elle emploie 50 salariés et a généré en 2013 un chiffre d'affaires de 13,5 millions d'euros.
Auvergne Marée, également sur le site des Prés Liats, fait du commerce de gros de poissons, crustacés et mollusques.

### Tourisme
Au 1er janvier 2015, la commune comptait un hôtel non classé de 15 chambres, un camping trois étoiles, totalisant 75 emplacements, ainsi qu'une auberge de jeunesse ou un centre sportif de 52 places lit.

## Culture locale et patrimoine

### Lieux et monuments
- Église Sainte-Croix, au centre de la ville.
- Église romane Saint-Étienne, dans le faubourg de ce nom.
- Ancienne église Saint-James, dans le faubourg de ce nom, au sud de la ville. Église du XIIe siècle, aujourd'hui dans une propriété privée. Elle était desservie par les Augustins et a été transformée en grange à la Révolution. Inscrite MH en 2011 pour ses peintures murales[85]. Ne se visite pas.
- Château de Gannat, XIVe – XVe siècle. Enceinte quadrangulaire flanquée de quatre tours rondes aux angles[86] : le château fort construit par les sires de Bourbon est devenu une prison au XIXe siècle ; sous le régime de Vichy, des prisonniers politiques y furent enfermés. Il abrite aujourd'hui le musée Yves-Machelon.
- Ancien four banal, dans la rue du Four-banal.
- Maison Machelon (XIIIe et XIVe siècles). Maison à colombages, en encorbellement. C'est la plus ancienne maison de Gannat.
- Tours Calixte-Moulin (près du Champ de Foire) et Larat (plus à l'est, le long du cours de l'Andelot), vestiges des douze tours de l'enceinte médiévale.
- Ancienne sous-préfecture, sur le cours de la République ; l'immeuble est aujourd'hui occupé par l'école maternelle E.-Bannier.
- Lanterne des morts, sur la place Pasteur (XIXe siècle). C'est un monument aux morts de la guerre de 1870.
- Chapelle Sainte-Procule (patronne de Gannat), à l'ouest de la ville dans le vallon du Gouesnant, affluent de l'Andelot. Édifiée en 1635.
- Château de la Fauconnière, XVe siècle[87], sur les hauteurs à l'ouest de la ville.

### Équipements culturels
- Musée Yves-Machelon, du nom d'un ancien maire de Gannat, est un musée d'histoire locale présentant une riche collection allant de la préhistoire à la seconde guerre mondiale. La pièce la plus remarquable est l'évangéliaire de Gannat, manuscrit enluminé datant du dernier quart du IXe siècle venant du trésor de Sainte-Croix. On peut y voir aussi un squelette de rhinocéros préhistorique de 23 millions d'années découvert en 1993 sur la colline du Mont Libre par François Escullié ; une stèle gallo-romaine représentant Sucellus, le dieu au maillet, et un bas-relief de la déesse Épona, trouvés sur le site de l'église Saint-Étienne ; la sellerie ainsi que les hippomobiles du château de Veauce ; ou encore quatre salles consacrées à la résistance et au maquis organisé autour de Gannat.
- Paléopolis, « la colline aux dinosaures », parc paléontologique dont l'ouverture a eu lieu au printemps 2012 sur le site de la ferme de Chazoux, dominant Gannat sur la route de Bègues et à proximité de l'autoroute. Le Conseil général de l'Allier est le maître d'œuvre du parc, aboutissement d'un projet vieux de plus de dix ans dans le prolongement du travail de l'association Rhinopolis ; la réalisation et la gestion ont été confiées à la SAS Fossilis dans le cadre d'un contrat de délégation de service public[88][réf. incomplète]. Paléopolis a pris la suite de Rhinopolis, espace muséographique consacré à la préhistoire, qui était géré par l'association du même nom[89] et qui se trouvait dans la ville même. L'existence de cet équipement à Gannat s'explique par la présence, au-dessus de la ville, du gisement fossilifère du Mont Libre, mais plus généralement par la richesse du département de l'Allier en sites paléontologiques (Buxières-les-Mines, Commentry, Saint-Gérand-le-Puy, Châtelperron).

### Patrimoine naturel
- Le Mont Libre : espace naturel sensible labellisé, sur l'une des collines calcaires dominant la Limagne de Gannat, au sud-ouest de la ville. Il est connu surtout pour les découvertes paléontologiques qui y ont été faites et qui datent du début du Miocène (ère tertiaire) ; à cette époque, le site surplombait un grand lac tropical qui occupait la Limagne bourbonnaise. Aujourd'hui, des espèces animales et végétales rares y sont relevées comme l'Azuré du serpolet (papillon) ou l'Aster amelle (marguerite sauvage).
- Le Coteau des Chapelles : autre butte calcaire dominant Gannat au nord-ouest de la ville. Ce site est également labellisé comme espace naturel sensible.

### Festival folklorique annuel

#### La Bourrée gannatoise
En 1965, la Bourrée gannatoise est fondée par Jean Roche ; elle offre des performances dansées, puisant dans la richesse des traditions du Bourbonnais du Nord et de l'Auvergne.

#### Festival des Cultures du Monde
Jean Roche crée en 1974 le festival folklorique. Il produit chaque année durant dix jours en juillet des groupes venus du monde entier, qui présentent des musiques et des danses traditionnelles, sous le grand chapiteau installé sur le Champ de Foire et en d'autres lieux. Un village artisanal, installé à côté du chapiteau, propose au public des produits locaux de nombreux pays.

### Personnalités liées à la commune
- François Louis Annet Bégon de La Rouzière (1750-1814), homme politique, député de la noblesse aux États généraux de 1789.
- Angélique Arnaud (1797-1884), femme de lettres et féministe, est née à Gannat.
- Sandrine Bonnaire : actrice française.
- Joseph Bonneton (1832-?) : magistrat et auteur d'un recueil intitulé Légendes et nouvelles bourbonnaises, avec une préface par Théodore de Banville (Lemerre, 1877), et de Considérations historiques sur l'inamovibilité de la magistrature en France (Dentu, 1878).
- Antoine Cariol, révolutionnaire gannatois, qui fut chargé de l'application autour de Gannat de la loi du 12 pluviôse an II (31 janvier 1794) sur la destruction des signes de féodalité.
- Ferdinand François Châtel (1795-1857), dit l'abbé Châtel, né à Gannat, fondateur de l'Église catholique française, église schismatique.
- Noël Chomel (1633-1712) : homme de lettres, auteur du Dictionnaire œconomique.
- Antoine Coëffier de Ruzé d'Effiat (1581-1632), maréchal de France, en fut le seigneur.
- Antoine II Coëffier de Ruzé d'Effiat (1639-1719), petit-fils du précédent, en fut le seigneur.
- Gaston Cornereau (1888-1944) : épéiste français, y est né.
- Jean Coulon (1853-1923) : sculpteur.
- Gabriel Delarue (1846-1905) : médecin né à Gannat, devenu maire de Gannat en 1888, député de l'Allier de 1893 à sa mort. Il légua sa fortune à la ville et aux hospices de Gannat. Une avenue et le jardin public de Gannat portent son nom.
- François Escuillié : paléontologue, fondateur de Rhinopolis.
- Aimé Esmelin (1914-1973) : instituteur, résistant, conseiller général du canton de Vatan, poète, né à Gannat le 22 mars 1914 ; il publia en 1935 Folies défendues. Mort à Châteauroux en décembre 1973[90].
- François de Fontanges (1740-1822), né au château de la Fauconnière à Gannat, lieutenant-général, chef d'état-major de l'Amiral d'Estaing en 1779 à la Guerre d'indépendance des États-Unis, commandant des troupes de Saint-Domingue, commandeur de l'ordre de Saint-Louis, membre de la Société des Cincinnati.
- François de Fontanges (1744-1806), frère du précédent, né au château de la Fauconnière, aumônier et confesseur de la reine Marie-Antoinette, à Versailles, évêque de Nancy de 1783 à 1787, archevêque de Bourges de 1787 à 1788, archevêque de Toulouse de 1788 à 1801, évêque d'Autun de 1802 à 1806.
- Victor Fontoynont (1880-1958) : jésuite, helléniste, un des cofondateurs de la collection des Sources chrétiennes.
- Charles Gidel (1827-1900), proviseur du lycée Louis-le-Grand, auteur d'une Histoire de la littérature française depuis 1815 jusqu'à nos jours, Paris, Lemerre, 1891.
- Joseph Hennequin (1748-1837) : homme politique.
- Guy Huguet, né et décédé à Gannat (3 août 1923-17 juin 1991), footballeur international, puis vice-président fédéral de la Fédération française de football.
- Pierre Roch Jurien de La Gravière (1772-1849) : amiral.
- Martial Lamotte (1820-1883) : pharmacien, botaniste, professeur à l'École de médecine et de pharmacie de Clermont-Ferrand.
- Pierre Lucas (Saint-Bonnet-de-Rochefort, 1763 - Gannat, 1850), président du tribunal civil de Gannat (1800-1850), député de l'Allier (1813-1815).
- Jean-Pierre Machelon (né à Gannat en 1945) : universitaire, juriste, spécialiste des libertés publiques.
- Charles Magne, maire de Gannat, député socialiste de l'Allier de 1962 à 1967 (où il enlève le siège du député communiste Pierre Villon).
- Barthélemy Paul Meilheurat (Gannat, 1792 - Paris, 1841), député de l'Allier de 1831 à 1834, et son frère Pierre Antoine Meilheurat (Gannat, 1791 - Moulins, 1864), député de l'Allier de 1837 à 1848, président du Conseil général de l'Allier (1833-1848).
- Noël Mercier (1649-1728) et son fils André (1680-1763), ébénistes et sculpteurs sur bois, auteurs des stalles et des boiseries du chœur de l'église Sainte-Croix.
- Gilbert Méténier (né à Moulins en 1876) : fabricant de céramique Art nouveau à Gannat de 1920 à 1940.
- Philippe Morand : journaliste, rédacteur en chef adjoint au service politique de TF1 à partir de février 2011, d'une famille de Gannat[91].
- Calixte Moulin (décédé en 1911), apiculteur, bienfaiteur de la commune. Il a donné la tour qui porte son nom, reste des anciens remparts, près du Champ de foire, ainsi qu'un legs qui a permis la construction du marché couvert en 1913.
- Henri Noyel (1896-1982), garagiste à Gannat dans la Grande Rue. Il fait un legs important à la ville ; il est ainsi le second donateur par ordre d'importance du musée Yves-Machelon après Gabriel Delarue. Un petit square porte son nom derrière le château[92].
- Philippe Parini (né à Gannat en 1952), haut fonctionnaire.
- Raymond Passat (Gannat, 1913 - Montluçon, 1988) est un cycliste français. Il a remporté deux étapes du Tour de France (en 1937 puis en 1939).
- Émile Paturet (1856-1944) : né à Gannat, polytechnicien, inspecteur des finances, député de l'Allier (1910-1914) et conseiller général du canton d'Escurolles.
- Christophe Rantian (1813-1885), maire de Gannat (1848-1849), député de l'Allier (1849-1851). La place de Gannat située devant l'entrée du château porte son nom.
- Jean Roche (1946-2017) : fondateur du « Festival des Cultures du Monde ».
- Jean-Claude Sandrier (né à Gannat en 1945) : ancien maire de Bourges, député du Cher.
- Pierre François Sauret de La Borie : général d'Empire.
- François-Xavier Veytard (1731-1797), religieux et homme politique, député du clergé pour la ville de Paris aux États généraux de 1789.
- Amable Villiet dit Villiet-Marcillat (1792-1863), poète né à Ébreuil et mort à Gannat, auteur de fables et de poésies lyriques. Il vécut à Gannat, où il était secrétaire de la sous-préfecture.

### Héraldique
|  | Blason de X…, seigneur de Gannat, ayant participé à la septième croisade (XIIIe siècle) : D'azur au lion d'argent. (source : Armorial de l'Auvergne, du Forez et du Bourbonnais d'Yves Carrias). |
|  | Ancienne version du blason de Gannat : Écartelé, au premier et quatrième d'argent au chardon au naturel et au deuxième et troisième d'azur au gantelet dextre d'argent posé en bande.            |
|  | Blason actuel : Écartelé, au premier et quatrième d'azur au gantelet dextre d'argent, au deuxième et troisième d'argent au chardon au naturel.                                                   |